# Петър Любенов
Петър Цветанов Любенов е български духовник, фолклорист и етнограф.

## Биография
Роден в село Горни Коритен, Босилеградско. След смъртта на баща му (1830) за него се грижи по-големият му брат поп Новко - един от най-известните и просветени българи в Краището и Каменица през първата половина на XIX век. При него той се учи да пише и чете.
Ръкоположен е за свещеник от кюстендилския епископ Захарий по време на митрополит Артемий (1829-59) и изпратен да служи в църквата „Света Троица" в село Извор (Босилеградско). В продължение на 25 години е свещеник в селата на Кюстендилското Краище. Проявява интерес към християнските прояви в обредите и религиозния култ, записва фолклорни и етнографски материали. Около 1863 г. се установява в Кюстендил, като продължава да обслужва селското и градското население в продължение на 32 години.
Събраните етнографски и фолклорни материали (предимно от Краището) отпечатва през 1887 г. във Велико Търново, в първия по рода си сборник за Кюстендилско под наслов „Баба Ега или Сборник от различни вярвания, народни лекувания, магии, баяния и обичаи в Кюстендилско", който се посреща с интерес. През 1891 г. в София е отпечатана втората му книга „Самовили и самодиви". През 1896 г. издава в София „Сборник с разни умотворения из Кюстендилско". Четвъртата си книга отпечатва през 1902 г. в Кюстендил под заглавието: „Сборник с разни народни умотворения и турски злодейства из Кюстендилско". В сборниците на Петър Любенов намират място материали от всички области на духовната култура на населението от Кюстендилско през първата половина на XIX век. Със своята събирателска и издателска дейност той се утвърждава като един от първите етнографи, фолклористи и краеведи в Кюстендилския край.
Негови синове са Димитър Любенов и Йосиф Любенов. Погребан е в олтара на старата църква „Свети Мина" в Кюстендил.